# ورونیکا فورکه
ورونیکا فورکه (اسپانیایی: Verónica Forqué‎؛ ۱ دسامبر ۱۹۵۵ – ۱۳ دسامبر ۲۰۲۱) یک هنرپیشه اهل اسپانیا بود. وی از سال ۱۹۷۲ تا ۲۰۲۱ میلادی مشغول فعالیت بود. وی در ۱۳ دسامبر ۲۰۲۱ درگذشت.

## گزیدهٔ فیلم‌شناسی

### سینما
- کلارا و اِله‌نا (۲۰۰۱)
- زمان خوشبختی (۱۹۹۷)
- چه چیز زنان را شاد می‌کند؟ (۱۹۹۷)
- چرا نامش را عشق نهاده‌اند در حالی که منظورشان سکس است؟ (۱۹۹۳)
- کیکا (۱۹۹۳)
- زندگی بانشاط (۱۹۸۷)
- سال بیداری (۱۹۸۶)
- ماتادور (۱۹۸۶)
- چه کرده‌ام که شایستهٔ این باشم؟ (۱۹۸۴)
- درخشش (۱۹۸۰)
- عزیزترین بانوی من (۱۹۷۲)

### تلویزیون
- آنچه قرار است رخ دهد (۲۰۱۴)
- اوسپیتال سنترال (بیمارستان مرکزی) (۲۰۱۱)
- زندگی ریتا (۲۰۰۳)
- په‌پا و په‌په (۱۹۹۵)
- دفتر ازدواج آدان و ایو (۱۹۹۰)
- ظرف‌های شکسته (۱۹۸۵)
- گویا (۱۹۸۴)
- باغ ونوس (۱۹۸۳)
- رامون کاخال (۱۹۸۲)
- کورو خیمه‌نِس (۱۹۷۶)

## جوایز
- ۲۰۱۴ - جایزهٔ جشنوارهٔ فیلمِ وایادولید
- ۲۰۰۵ - جایزهٔ جشنوارهٔ مالاگا
- ۱۹۹۳ - جایزهٔ گویا برای بهترین بازیگر نقش اصلی زن (فیلم کیکا)
- ۱۹۸۷ - جایزهٔ گویا برای بهترین بازیگر نقش اصلی زن (فیلم زندگی بانشاط)
- ۱۹۸۷ - جایزهٔ گویا برای بهترین بازیگر نقش مکمل زن (فیلم مورها و مسیحیان)
- ۱۹۸۶ - جایزهٔ گویا برای بهترین بازیگر نقش مکمل زن (فیلم سال بیداری)